# Данвил
Данвил (на английски: Danville) е град в окръг Контра Коста, щата Калифорния, САЩ. Данвил е с население от 44 786 жители (по приблизителна оценка от 2017 г.) и обща площ от 46,9 km². Намира се на 109 m надморска височина. ЗИП кодовете му са 94506, 94526, а телефонният му код е 925.